# Bosewo Stare (gromada)
Bosewo Stare – dawna gromada, czyli najmniejsza jednostka podziału terytorialnego Polskiej Rzeczypospolitej Ludowej w latach 1954–1972.
Gromady, z gromadzkimi radami narodowymi (GRN) jako organami władzy najniższego stopnia na wsi, funkcjonowały od reformy reorganizującej administrację wiejską przeprowadzonej jesienią 1954 do momentu ich zniesienia z dniem 1 stycznia 1973, tym samym wypierając organizację gminną w latach 1954–1972.
Gromadę Bosewo Stare z siedzibą GRN w Bosewie Starym (w obecnym brzmieniu Stare Bosewo) utworzono – jako jedną z 8759 gromad na obszarze Polski – w powiecie ostrowskim w woj. warszawskim, na mocy uchwały nr VI/10/11/54 WRN w Warszawie z dnia 5 października 1954. W skład jednostki weszły obszary dotychczasowych gromad Bosewo Stare, Budy-Przetycz, Prabuty, Przetycz Dworski, Przetycz Włościański, Stasin, Wólka Grochowa i Wólka Piaseczna ze zniesionej gminy Długosiodło w tymże powiecie. Dla gromady ustalono 14 członków gromadzkiej rady narodowej.
1 stycznia 1956 gromada weszła w skład nowo utworzonego powiatu wyszkowskiego w tymże województwie.
31 grudnia 1961 gromadę zniesiono, włączając jej obszar do gromad: Długosiodło (wsie Prabuty, Przetycz-Folwark, Przetycz Włościański, Stare Bosewo, Wólka Grochowa i Wólka Piaseczna) i Chrzczanka Włościańska (wsie Budy-Przetycz i Stasin) w tymże powiecie.